# 1. Landwehr-Division (Deutsches Kaiserreich)
Die 1. Landwehr-Division war ein Großverband der Preußischen Armee im Ersten Weltkrieg.

## Gliederung
Die Division wurde aus den gemischten Landwehr-Brigaden, die jeweils mit Infanterie, Kavallerie und Artillerie ausgestattet waren, gebildet. Die 33. und 34. gemischte Landwehr-Brigade hatte das Rekrutierungsgebiet in Schleswig-Holstein, in der Provinz Hannover und Mecklenburg-Schwerin bzw. Mecklenburg-Strelitz, als auch in den Hansestädten Hamburg, Bremen und Lübeck. Die 37. und 38. Brigade rekrutierte in Hannover, Oldenburg und Braunschweig. 

### Kriegsgliederung bei Mobilmachung
- 33. gemischte Landwehr-Brigade 
  - Landwehr-Infanterie-Regiment Nr. 75
  - Landwehr-Infanterie-Regiment Nr. 76
  - 2. Garde-Landwehr-Eskadron
  - 1. Landwehr-Eskadron/IX. Armee-Korps
  - 1. Landwehr-Batterie/IX. Armee-Korps
- 34. gemischte Landwehr-Brigade
  - Landwehr-Infanterie-Regiment Nr. 31
  - Landwehr-Infanterie-Regiment Nr. 84
  - 3. Garde-Landwehr-Eskadron
  - 2. Landwehr-Eskadron/IX. Armee-Korps
  - 2. Landwehr-Batterie/IX. Armee-Korps
- 37. gemischte Landwehr-Brigade
  - Landwehr-Infanterie-Regiment Nr. 73
  - Landwehr-Infanterie-Regiment Nr. 74
  - 2. Landwehr-Eskadron/X. Armee-Korps
  - II. Landwehr-Feldartillerie-Abteilung/X. Armee-Korps
- 38. gemischte Landwehr-Brigade
  - Landwehr-Infanterie-Regiment Nr. 77
  - Landwehr-Infanterie-Regiment Nr. 78
  - 3. Landwehr-Eskadron/X. Armee-Korps

### Kriegsgliederung vom 27. Januar 1918
- 34. Landwehr-Brigade
  - Landwehr-Infanterie-Regiment Nr. 31
  - Landwehr-Infanterie-Regiment Nr. 33
  - Landwehr-Infanterie-Regiment Nr. 84
  - 3. Eskadron/Jäger-Regiment zu Pferde Nr. 12
- Artillerie-Kommandeur Nr. 128
  - Feldartillerie-Regiment Nr. 96
- Pionier-Bataillon Nr. 401
- Divisions-Nachrichten-Kommandeur Nr. 501

## Gefechtskalender
Die Division kam zunächst an der nördlichen Ostfront zum Einsatz. Bis Ende 1917 war sie Teil der Frontsicherung im nördlichen Bereich der Ostfront. Anfang 1918 wurde sie an der Westfront im Bereich Lothringen und Flandern eingesetzt.

### 1914
- 19. bis 20. August – Schlacht bei Gawaiten-Gumbinnen
- 23. bis 31. August – Schlacht bei Tannenberg
- ab 15. November – Stellungskämpfe um die Feldstellung bei Lötzen und an der Angerapp

### 1915
- bis 7. Februar – Stellungskämpfe um die Feldstellung Lötzen-Angerapp
- 07. bis 22. Februar – Winterschlacht in Masuren, Schlacht bei Lyck
- 19. Februar bis 10. August – Stellungskämpfe vor Lomsha-Osowiec
- 13. Juli bis 26. August – Narew-Bobr-Schlacht
  - 2. bis 9. August – Erster Narewübergang bei Nowogrod und Lomsha
  - 10. August – Einnahme von Lomsha
  - 10. bis 12. August – Einnahme von Wizna
  - 12. bis 15. August – Kämpfe am Silna-Abschnitt
  - 16. bis 25. August – Zweiter Narewübergang bei Tykozin, Zoltki und Kruschewo
  - 24. bis 26. August – Kämpfe bei Bialystok, Knyszyn und am Berezowia-Abschnitt
- 27. August bis 2. September – Eroberung von Grodno
  - 1. September – Erstürmung von Fort IV
- 01. bis 30. September – Verfolgung von Njemen zur Beresina
- 28. September bis 10. Oktober – Stellungskämpfe an der Beresina, Olschanka und Krewljanka
- ab 21. Oktober – Stellungskämpfe vor Riga

### 1916
- bis 31. Juli – Stellungskämpfe vor Riga
- 31. Juli bis 7. August – Stellungskämpfe in den Pripjet-Sümpfen
- 11. August bis 4. November – Schlacht bei Kowel
- ab 5. November – Stellungskämpfe am oberen Styr-Stochod

### 1917
- bis 1. Dezember 1917 – Stellungskämpfe am oberen Styr-Stochod
- 02. bis 17. Dezember – Waffenruhe
- ab 17. Dezember – Waffenstillstand

### 1918
- bis 22. Februar – Waffenstillstand
- 15. bis 25. Februar – Transport nach dem Westen
- 22. Februar bis 10. März – Reserve der OHL
- 11. März bis 9. April – Stellungskämpfe in Flandern
- 10. bis 15. April – Stellungskrieg in Flandern
- 16. bis 29. April – Kämpfe im Wytschaete-Bogen
- 30. April bis 1. August – Stellungskrieg in Flandern
- 02. August bis 18. September – Stellungskämpfe in Lothringen und in den Vogesen
- 18. September bis 1. Oktober – Stellungskämpfe im Oberelsaß
- 01. bis 11. Oktober – Stellungskämpfe in Lothringen
- 11. Oktober bis 11. November – Abwehrkämpfe zwischen Maas und Beaumont; Abwehrschlacht in der Champagne und an der Maas
- ab 12. November – Räumung des besetzten Gebietes und Rückmarsch durch Lothringen, die Rheinprovinz und die Pfalz

### 1919
- bis 4. Januar – Räumung des besetzten Gebietes und Rückmarsch durch Lothringen, die Rheinprovinz und die Pfalz

## Kommandeure
| Dienstgrad             | Name                | Datum                                |
| ---------------------- | ------------------- | ------------------------------------ |
| Generalleutnant        | Georg von der Goltz | 02. August bis 3. Oktober 1914       |
| Generalleutnant        | Ernst von Einem     | 03. Oktober bis 17. Dezember 1914    |
| General der Infanterie | Albano von Jacobi   | 17. Dezember 1914 bis 2. Januar 1919 |